# Georges De Rham
Georges de Rham (Roche, 10 settembre 1903 – Losanna, 9 ottobre 1990) è stato un matematico e alpinista svizzero.
Studiò all'Università di Losanna e poi all'Università di Parigi, dove ottenne un dottorato in matematica. Nel 1931 cominciò ad insegnare all'università di Losanna, dove ricoprì vari incarichi fino al suo ritiro nel 1971. Parallelamente fu anche professore all'Università di Ginevra.
Nel 1931 dimostrò un teorema con il quale identificò i gruppi della coomologia di de Rham come invarianti topologici.
L'influenza di de Rham è stata particolarmente forte dopo lo sviluppo della teoria di Hodge e della teoria dei fasci. Ha dato contributi anche in geometria differenziale, in particolare ampliando il concetto di "torsione di Reidemeister", introdotto da Kurt Reidemeister nel 1935.
Georges de Rham è stato anche un valente alpinista. Ha aperto molte nuove vie delle alpi svizzere, in particolare nelle alpi del Vallese, nel massiccio del Giura e nelle alpi Bernesi.